# Supercoppa turca 2013 (pallavolo maschile)
La Supercoppa turca 2013 si è svolta il 9 ottobre 2013: al torneo hanno partecipato due squadre di club turche e la vittoria finale è andata per la prima volta allo Halk Bankası Spor Kulübü.

## Regolamento
Le squadre hanno disputato una gara unica.

## Squadre partecipanti
| Squadra  | Qualificazione                      | Ultima partecipazione |
| -------- | ----------------------------------- | --------------------- |
| Arkas    | Vincitrice Voleybol 1. Ligi 2012-13 | Supercoppa turca 2011 |
| Halkbank | Finalista Coppa di Turchia 2012-13  | Debutto               |

## Torneo
| 9 ottobre 2013 Cengiz Göllü Kapalı Spor Salonu, Bursa Durata: 1h:28 - Spettatori: | Halkbank | 3 - 0 | Arkas | 25-16, 26-24, 25-23 |